# تاريخ التطور الجزيئي
بدأ تاريخ التطور الجزيئي في أوائل القرن العشرين مع "الكيمياء الحيوية المقارنة"، ولكن مجال التطور الجزيئي برز بشكلٍ خاصٍ في الستينيات والسبعينيات، بعد ظهور علم الأحياء الجزيئي. سمح ظهور تقنية تسلسل البروتين لعلماء الأحياء الجزيئية ببناء شجرات تطورية بناءً على مقارنة التسلسلات، واستخدام الاختلافات بين التتابعات المتماثلة كـ "ساعة جزيئية" لتقدير الوقت منذ السلف المشترك الأخير. في أواخر الستينات، قدمت نظرية التطور الجزيئي المحايدة أساسًا نظريًا للساعة الجزيئية، على الرغم من أن كل من الساعة والنظرية المحايدة كانتا مثيرتين للجدل، حيث تمسك معظم علماء الأحياء التطويرية بقوة بـ "التأييد الكلي"، مع كون الانتقاء الطبيعي السبب الوحيد المهم للتغيير التطوري. بعد السبعينات، سمح تسلسل الحمض النووي للتطور الجزيئي بالتوسع خارج البروتينات إلى تسلسلات الحمض النووي الريبوزي الريبوسومي المحفوظة للغاية، والتي تشكل أساس إعادة تصور التاريخ المبكر للحياة.

## التاريخ المبكر
قبل ظهور علم الأحياء الجزيئي في الخمسينات والستينات، قام عدد قليل من علماء الأحياء باستكشاف إمكانيات استخدام الاختلافات الكيميائية الحيوية بين الأنواع لدراسة التطور. تنبأ ألفريد ستيرتيفانت بوجود انعكاسات صبغية في عام 1921، وبالتعاون مع دوبجانسكي، قام ببناء واحدة من أولى شجرات النشوء الجزيئية على 17 سلالة من دروسوفيلا سوداء زائفة بناءً على تراكم الانعكاسات الصبغية التي لوحظت من تهجين الكروموسومات متعددة الخيوط. عمل إرنست بالدوين بشكل مكثف على الكيمياء الحيوية المقارنة منذ ثلاثينيات القرن الماضي، وكان مارسيل فلوركين رائدًا في تقنيات بناء شجرات النشوء بناءً على خصائص جزيئية وكيميائية حيوية في الأربعينيات. ومع ذلك، لم يكن قبل الخمسينيات تقنيات لإنتاج بيانات كيميائية حيوية للدراسة الكمية للتطور الجزيئي حتى طور علماء الأحياء ذلك.
استندت أولى أبحاث النشوء والتطور الجزيئي على التحاليل المناعية وتقنيات "بصمة البروتين". طور آلان بويدن استنادًا إلى الأساليب المناعية لجورج نوتال-تقنيات جديدة بدءًا من عام 1954، وفي أوائل الستينات، استخدم كيرتس ويليامز وموريس غودمان المقارنات المناعية لدراسة تطور الرئيسيات. كما طبق آخرون، مثل لينوس باولينغ وطلابه، تركيبات حديثة التطوير من الكهربية الورقية والصبغ الورقي على البروتينات المعرضة للهضم الجزئي بواسطة الإنزيمات الهضمية لإنشاء أنماط ثنائية الأبعاد فريدة، مما يسمح بمقارنات دقيقة للبروتينات المتماثلة.
بدأ عدد قليل من علماء الطبيعة أيضًا في تجربة المناهج الجزيئية في الخمسينات، ومن أبرزهم إرنست ماير وتشارلز سيبلي. بينما سرعان ما اشمئز ماير من صبغ الورق، نجح سيبلي في تطبيق الكهربية على بروتينات بياض البيض لحل مشاكل تصنيف الطيور، وسرعان ما استكمل ذلك بتقنيات تهجين الحمض النووي - وهي بداية لمسيرة مهنية طويلة مبنية على علم الوراثة العرقي الجزيئي.
على الرغم من أن هذه التقنيات الكيميائية الحيوية المبكرة وجدت قبولًا مترددًا في مجتمع علم الأحياء، إلا أنها لم تؤثر في معظم الأحيان على المشكلات النظرية الرئيسية للتطور وعلم الوراثة السكانية. وهذا من شأنه أن يتغير مع إلقاء علم الأحياء الجزيئي المزيد من الضوء على الطبيعة الفيزيائية والكيميائية للجينات.

### العبء الجيني، الجدل الكلاسيكي / التوازني، وقياس التغاير الزيجوتي
في الوقت الذي برز فيه علم الأحياء الجزيئي في الخمسينات، كان هناك جدل طويل الأمد - الجدل الكلاسيكي / التوازني - حول أسباب الهيمنة، وهي الزيادة في اللياقة البدنية التي تُلاحظ عند التهجين بين السلالات المطلقة. في عام 1950، قدم جيمس ف كرو شرحين مختلفين (سُمي لاحقًا بالموقفين الكلاسيكي والتوازني) بناءً على التناقض الذي صاغته ج. ب. إس هولدين لأول مرة عام 1937: يعتمد تأثير الطفرات الضارة على اللياقة البدنية المتوسطة للسكان فقط على معدل الطفرات (وليس على درجة الضرر الذي تسببه كل طفرة) لأن الطفرات الأكثر ضررًا يكون التخلص منها بشكل أسرع بواسطة الانتقاء الطبيعي، بينما تظل الطفرات الأقل ضررًا في السكان لفترة أطول. أطلق عليها هرمان مولر اسم "العبء الجيني".
تحرك مولر بدافع قلقه بشأن تأثيرات الإشعاع على المجتمعات البشرية، وادعى أن القصور بشكل أساسي هو نتيجة لمطابقات متنحية ضارة تتخفى تأثيراتها عند تزاوج سلالات منفصلة - هذا هو فرضية السيادة، وهي جزء مما وصفه دوبجانسكي بالموقف الكلاسيكي. وبالتالي، فإن الإشعاع المؤين والطفرات الناتجة عنه تنتج حملاً جينياً كبيراً حتى لو لم يحدث موت أو مرض في الجيل المعرض، وفي غياب الطفرات، فإن الانتقاء الطبيعي سيزيد بشكل تدريجي من مستوى التماثل. استخدم بروس والاس، بالتعاون مع جيه سي كينج، فرضية السيادة المفرطة لتطوير الموقف التوازني، الذي ترك مساحة أكبر للسيادة المفرطة (حيث تكون الحالة المتغايرة للجين أكثر ملاءمة من الحالات المتماثلة). في هذه الحالة، يكون القصور ببساطة نتيجة للزيادة في التعبير عن ميزة المتغاير الزيجوت. إذا كانت المواقع السائدة المفرطة شائعة، فسوف ينتج عن الانتقاء الطبيعي مستوى عالٍ من التماثل الزيجوتي، وقد يسهل الإشعاع الحاث على الطفرات في الواقع زيادة اللياقة البدنية بسبب السيادة المفرطة (كان هذا أيضًا رأي دوبجانسكي).
استمر النقاش حول الحيادية الانتقائية طوال الخمسينيات، ليصبح تدريجيًا محورًا رئيسيًا في علم الوراثة السكانية. اقترحت دراسة أُجريت عام 1958 على ذبابة الفاكهة (دروسوفيلا) من قِبل والاس أن الطفرات الناجمة عن الإشعاع تزيد من قابلية بقاء ذبابات متماثلة الزيجوت سابقةً، مما يوفر دليلاً على ميزة المتغاير الزيجوت وموضع التوازن؛ قدّر والاس أن 50% من المواقع الجينية في تجمعات ذبابة الفاكهة الطبيعية كانت متغايره الزيجوت. عززت التحليلات الرياضية اللاحقة لموتو كيمورا ما اقترحه كرو عام 1950: حتى لو كانت المواقع التغلبية نادرة، فإنه يمكن أن تكون مسؤولة عن كمية غير متناسبة من التباين الجيني. وبناءً على ذلك، انحاز كل من كيمورا ومعلمه كرو إلى الجانب التقليدي. أدى التعاون الإضافي بين كرو وكيمورا إلى نموذج الأليلات اللامتناهية، والذي يمكن استخدامه لحساب عدد الأليلات المختلفة المتوقعة في مجموعة سكانية، بناءً على حجم السكان، ومعدل الطفرة، وما إذا كانت الأليلات المتحورة محايدة أم تغلبية أم ضارة. وبالتالي، قدم نموذج الأليلات اللامتناهية طريقة محتملة للفصل بين الموقفين التقليدي والمتوازن، إذا كان من الممكن العثور على قيم دقيقة لمستوى التغاير الزيجوتي.
بحلول منتصف الستينات، وفّرت تقنيات الكيمياء الحيوية والبيولوجيا الجزيئية، وخاصة تقنية فصل البروتين بالكهرباء، وسيلة لقياس مستوى التغاير الزيجوتي في التجمعات الطبيعية، مما يُعد وسيلةً محتملة لحل جدل التطور الكلاسيكي/التوازني. في عام 1963، نشر جاك ل. هوبي دراسة كهربائية لتباين البروتين في ذبابة الفاكهة (دروسوفيلا). بعد ذلك بوقت قصير، بدأ هوبي التعاون مع ريتشارد ليونتن لتطبيق طريقة هوبي على جدل التطور الكلاسيكي/التوازني عن طريق قياس نسبة المواقع المتغايرة الزيجوتية في التجمعات الطبيعية. وأسست ورقتاهما البحثيتان البارزتان، اللتان نُشرتا عام 1966، مستوىً مهمًا من التغاير الزيجوتي لذبابة الفاكهة (12% بالمعدل).
ومع ذلك، ثبت صعوبة تفسير هذه النتائج. رفض معظم علماء جينات التجمعات (بما في ذلك هوبي وليونتن) إمكانية وجود طفرات محايدة واسعة الانتشار؛ فكانت التفسيرات التي لم تنطوِ على الانتقاء بغيضة لعلماء الأحياء التطويرية السائدين. كما استبعد هوبي ولوينتين ميزة المتغاير الزيجوتي باعتبارها السبب الرئيسي بسبب عبء الانفصال الذي ستترتب عليه، على الرغم من أن النقاد جادلوا بأن النتائج تتناسب بالفعل مع فرضية السيادة المتبادلة.

### تسلسل البروتين والساعة الجزيئية
بينما كان علماء الأحياء التطورية يتجهون ببطء نحو علم الأحياء الجزيئي، تحول اهتمام علماء الأحياء الجزيئية بسرعة نحو التطور.
بعد تطوير أساسيات تسلسل البروتين باستخدام الأنسولين بين عام 1951 وعام 1955، نشر فريدريك سانغر وزملاؤه مقارنة محدودة بين الأنواع لتسلسل الأنسولين في عام 1956. أدرك فرانسيس كريك وتشارلز سيبلي وغيرهما إمكانية استخدام التتابعات البيولوجية لبناء شجرات تطورية، على الرغم من أن عددًا قليلاً منها كان متاحًا بعد. بحلول أوائل الستينات، تقدمت تقنيات تسلسل البروتين إلى حد أن المقارنة المباشرة لتتابعات الأحماض الأمينية المتجانسة أصبحت ممكنة. في عام 1961، أكمل إيمانويل مارغولياش وزملاؤه تسلسل سايتوكروم سي للحصان (بروتين أطول وأكثر انتشارًا من الأنسولين)، تلاه بعد فترة وجيزة عدد من الأنواع الأخرى.
في عام 1962، اقترح لينوس بولينج وإميل زوكر كاندل استخدام عدد الاختلافات بين تسلسلات البروتين المتجانسة لتقدير الوقت منذ التباعد، وهي فكرة تصورها زوكر كاندل حوالي عام 1960 أو 1961. وبدأ هذا مع تركيز بحث بولينج طويل الأمد، الهيموجلوبين، الذي كان يتم تسلسله بواسطة والتر شرودر؛ لم يدعم التسلسل النشوء التطوري للفقاريات المقبول فحسب، بل دعم أيضًا الفرضية (التي طرحت لأول مرة في عام 1957) بأن سلاسل غلوبين المختلفة داخل كائن حي واحد يمكن أيضًا أن تعود إلى بروتين جد مشترك. بين عام 1962 وعام 1965، حسّن بولينج وزوكر كاندل هذه الفكرة ووضّحوها وأطلقوا عليها اسم "الساعة الجزيئية"، ووسع إميل إل سميث وإيمانويل مارغولياش التحليل ليشمل سايتوكروم سي. اتفقت حسابات الساعة الجزيئية المبكرة بشكل جيد مع أوقات التباعد المحددة بناءً على الأدلة المستحاثة القديمة. ومع ذلك، كانت الفكرة الأساسية للساعة الجزيئية - أن البروتينات الفردية تتطور بمعدل منتظم بغض النظر عن تطور الشكل الخارجي للأنواع - استفزازية للغاية (كما كان يهدف بولينج وزوكر كاندل).

## الحروب الجزيئية

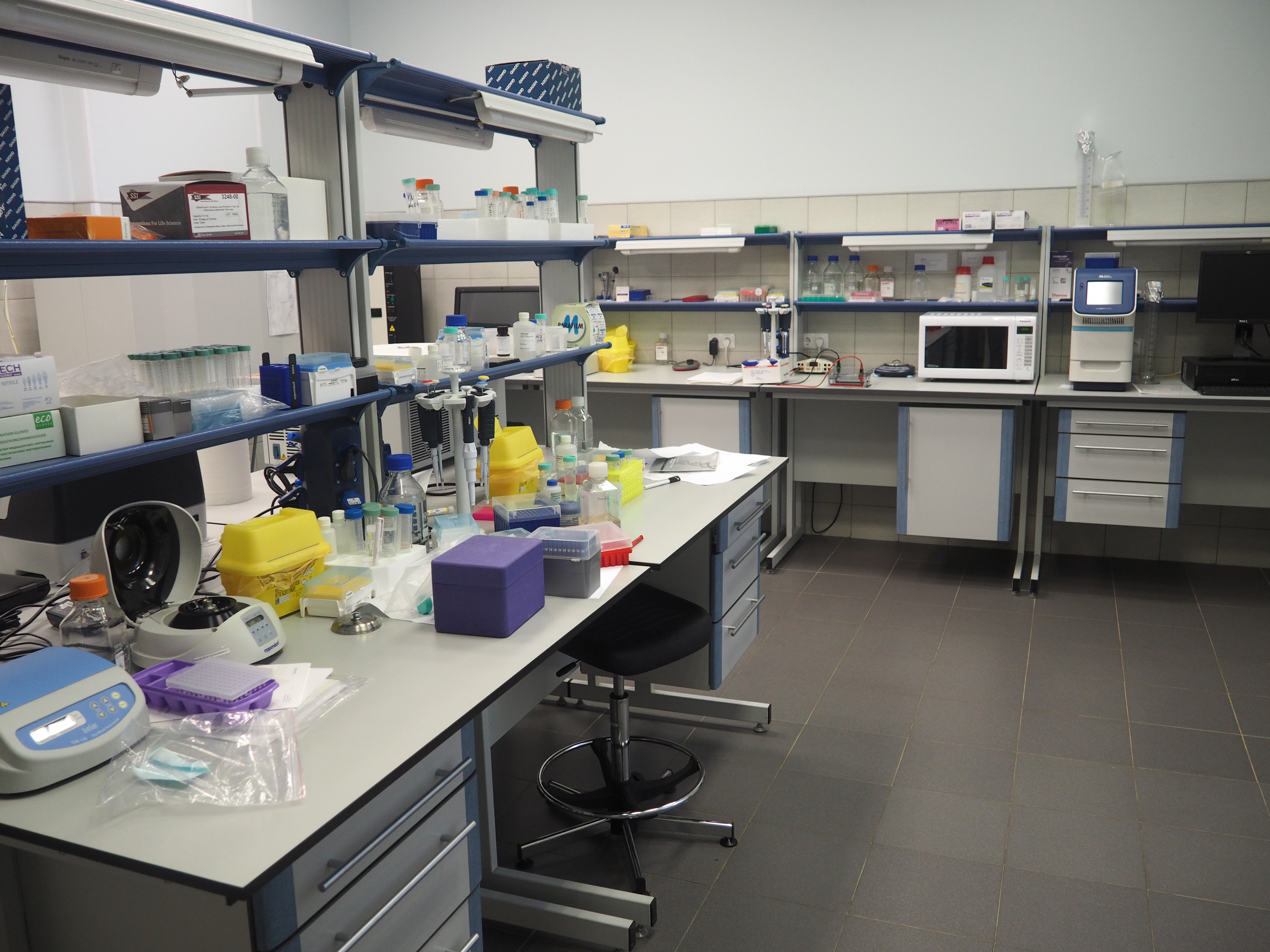
مختبرات في مركز ثيودوسيوس دوبجانسكي للمعلوماتية الحيوية للجينوم

منذ أوائل الستينيات، بدأ يُنظر إلى علم الأحياء الجزيئي بشكل متزايد على أنه تهديد للجوهر التقليدي لعلم الأحياء التطوري. كان علماء الأحياء التطويريين المرموقين، ولا سيما إرنست ماير وثيودوسيوس دوبجانسكي وجي جي سيمبسون، وهم ثلاثة من مؤسسي التوليف التطوري الحديث في الثلاثينات والأربعينات من القرن العشرين، متشككين للغاية في الأساليب الجزيئية، خاصةً عندما يتعلق الأمر بالصلة (أو عدم وجودها) بالانتقاء الطبيعي. لم يقدم التطور الجزيئي بشكل عام - والساعة الجزيئية على وجه الخصوص - سوى القليل من الأساس لاستكشاف الأسباب التطورية. وفقًا لفرضية الساعة الجزيئية، تطورت البروتينات بشكل مستقل إلى حد كبير عن القوى البيئية المحددة للانتقاء الطبيعي؛ وهذا يتعارض تمامًا مع الانتقاء الكلي السائد في ذلك الوقت. علاوة على ذلك، أصبح باولينج وزوكركاندل وعلماء الأحياء الجزيئية الآخرين أكثر جرأة في التأكيد على أهمية "الجزيئات الحاملة للمعلومات" (الحمض النووي الريبوزي والبروتينات) لجميع العمليات البيولوجية، بما في ذلك التطور. وقد وصف إدوارد ويلسون، الذي شهد بنفسه هيمنة علماء الأحياء الجزيئية الشباب على قسم علم الأحياء الخاص به في أواخر الخمسينات والستينات، الصراع بين علماء الأحياء التطويريين وعلماء الأحياء الجزيئية - حيث رفعت كل مجموعة تخصصها إلى مركز علم الأحياء ككل.
في عام 1961، بدأ ماير بالدعوة إلى التمييز الواضح بين البيولوجيا الوظيفية (التي تدرس الأسباب القريبة وتطرح أسئلة "كيف") والبيولوجيا التطورية (التي تدرس الأسباب الجذرية وتطرح أسئلة "لماذا"). جادل بأن كلا من التخصصين والعلماء الأفراد يمكن تصنيفهم على الجانب الوظيفي أو التطوري، وأن النهجين البيولوجيين متكاملان. استخدم ماير ودوبزهانسكي وسمبسون وآخرون هذا التمييز للجدال حول الاستمرارية في أهمية بيولوجيا الكائنات الحية، والتي كانت تفقد الأرض بسرعة لصالح البيولوجيا الجزيئية والتخصصات ذات الصلة في المنافسة على التمويل والدعم الجامعي. في ذلك السياق، نشر دوبزهانسكي لأول مرة بيانه الشهير "لا شيء في علم الأحياء له معنى إلا في ضوء التطور"، في ورقة عام 1964 تؤكد على أهمية بيولوجيا الكائنات الحية في مواجهة التهديد الجزيئي؛ وصف دوبزهانسكي التخصصات الجزيئية بأنها "ديكارتية" (اختزالية) وتخصصات الكائنات الحية بأنها "داروينية".
حضر ماير وسيمبسون العديد من المؤتمرات المبكرة التي نُوقشت فيها التطورات الجزيئية، ووجها انتقادات لما اعتبراها نهجًا مبسطة بشكل مفرط للساعة الجزيئية. يبدو أن الساعة الجزيئية، القائمة على معدلات موحدة للتغيير الجيني المدفوعة بالطفرات العشوائية والانجراف الجيني، غير متوافقة مع معدلات التطور المتغيرة والعمليات التكيفية المدفوعة بيئيًا (مثل التشعب التكيفي) والتي كانت من بين التطورات الرئيسية للتوليف التطوري. في مؤتمر (Wenner-Gren) عام 1962، وندوة عام 1964 حول تطور بروتينات الدم في بروج، بلجيكا، ومؤتمر عام 1964 حول تطور الجينات والبروتينات في جامعة روتجرز، انخرطوا بشكل مباشر مع علماء الأحياء الجزيئية والكيميائيون، على أمل الحفاظ على المكانة المركزية للتفسيرات الداروينية في التطور مع انتشار دراسته إلى مجالات جديدة.

### وجهة نظر تركز على الجينات في التطور
على الرغم من عدم ارتباطه المباشر بالتطور الجزيئي، شهد منتصف الستينات أيضًا ظهور وجهة النظر التي تركز على الجينات في التطور، والتي حفزها كتاب "التكيف والانتقاء الطبيعي" (1966) لجورج سي ويليامز. أدى النقاش حول وحدات الانتقاء، وخاصة الجدل حول الانتقاء الجماعي، إلى زيادة التركيز على الجينات الفردية (بدلاً من الكائنات الحية الكاملة أو التجمعات السكانية) كأساس نظري للتطور. ومع ذلك، فإن التركيز المتزايد على الجينات لم يعني التركيز على التطور الجزيئي. في الواقع، أدى التكيف الذي روّجه ويليامز وغيره من نظريات التطور إلى تهميش التغييرات غير التكيفية التي درسها علماء التطور الجزيئي بشكل أكبر.

## النظرية المحايدة للتطور الجزيئي
ازداد التهديد الفكري للتطور الجزيئي وضوحًا في عام 1968، عندما قدم موتو كيمورا نظرية التطور الجزيئي المحايدة. استنادًا إلى دراسات الساعة الجزيئية المتاحة (للهيموغلوبين من مجموعة واسعة من الثدييات، وسيتوكروم سي من الثدييات والطيور، وديهايدروجيناز ثلاثي فوسفات الجليسرين من الأرانب والأبقار)، قام كيمورا (بمساعدة توموكو أوتا) بحساب متوسط معدل استبدال الحمض النووي بتغيير قاعدة واحدة لكل 300 زوج قاعدة (تكوِّد 100 حمض أميني) لكل 28 مليون سنة. بالنسبة لبيانات الثدييات، أشار هذا إلى معدل استبدال يصل إلى واحد كل 1.8 سنة، مما سيؤدي إلى حمولة استبدال عالية بشكل غير قابل للاستمرار ما لم يكن معظم الاستبدالات محايدة انتقائياً. جادل كيمورا بأن الطفرات المحايدة تحدث بشكل متكرر للغاية، وهو استنتاج يتوافق مع نتائج دراسات الكهربيانية لتنوع بروتيني. كما طبق كيمورا أعماله الرياضية السابقة على الانحراف الجيني لشرح كيفية تثبيت الطفرات المحايدة، حتى في غياب الانتقاء الطبيعي؛ سرعان ما أقنع جيمس ف. كرو بأهمية القوة المحتملة للمورثات المحايدة والانحراف الجيني أيضًا.
تلا نظرية كيمورا –التي وُصِفت بإيجاز في رسالة إلى مجلة نيتشر– بعد فترة وجيزة تحليل أكثر جودة من قبل جاك إل كينج وتوماس إتش جوكس – اللذان عنونا أول ورقة لهما حول الموضوع بعنوان "التطور غير الدارويني".على الرغم من أن كينج وجوكس قد أنتجا تقديرات أقل بكثير لمعدلات الاستبدال والعبء الجيني الناتج في حالة التغييرات غير المحايدة، إلا أنهما اتفقا على أن الطفرات المحايدة التي يقودها الانحراف الجيني كانت حقيقية ومهمة. لم يكن من السهل شرح المعدلات الثابتة إلى حد ما للتطور التي لوحظت بالنسبة للبروتينات الفردية دون اللجوء إلى عمليات الاستبدال المحايدة (على الرغم من محاولة جي جي سيمبسون وإميل سميث القيام بذلك). كما وجد جوكس وكينج ارتباطًا قويًا بين تكرار الأحماض الأمينية وعدد الشفرات المختلفة التي تشفر كل حمض أميني. وأشار هذا إلى أن عمليات الاستبدال في تسلسل البروتين كانت إلى حد كبير ناتجة عن انحراف جيني عشوائي.
يُنظر إلى ورقة كينج وجوكيس، خاصة مع عنوانها الاستفزازي، على أنها تحدٍ مباشر للداروينية الجديدة السائدة، وقد جلبت التطور الجزيئي والنظرية المحايدة إلى مركز علم الأحياء التطوري. لقد وفرت آلية للساعة الجزيئية وأسسًا نظرية لاستكشاف قضايا أعمق للتطور الجزيئي، مثل العلاقة بين معدل التطور والأهمية الوظيفية. ويمثل صعود النظرية المحايدة تجميعًا لعلم الأحياء التطوري وعلم الأحياء الجزيئي وإن كان تجميعًا غير مكتمل.
مع وضع عملهم على أساس نظري أكثر رسوخًا، أسس إميل تسوكركاندل وعلماء التطور الجزيئي الآخرون في عام 1971 مجلة التطور الجزيئي.

### الجدل حول الانتقاء المحايد والاختيار الانتقائي
شكلت الردود النقدية على النظرية المحايدة التي ظهرت بسرعة بداية جدل الانتقاء الحيادي. باختصار، رأى الانتقائيون أن الانتقاء الطبيعي هو السبب الرئيسي أو الوحيد للتطور، حتى على المستوى الجزيئي، بينما يرى المحايدون أن الطفرات المحايدة منتشرة وأن الانحراف الجيني هو عامل حاسم في تطور البروتينات. أصبح كيمورا أبرز المدافعين عن النظرية المحايدة، والتي ستكون محور تركيزه الرئيسي لبقية حياته المهنية. مع أوتا، أعاد تركيز حججه على معدل قدرة الانحراف على تثبيت الطفرات الجديدة في المجموعات العددية المحدودة، وأهمية معدلات تطور البروتين الثابتة، والقيود الوظيفية على تطور البروتين التي وصفها علماء الكيمياء الحيوية وعلماء الأحياء الجزيئية. على الرغم من أن كيمورا طور النظرية المحايدة في البداية جزئيًا كنتيجة عن الموقف الكلاسيكي في جدل الكلاسيكي / التوازن (يتنبأ بحمل وراثي كبير نتيجة الطفرات غير المحايدة)، إلا أنه قلل تدريجياً من حجته الأصلية بأن الحمل الانفصالي سيكون من المستحيل ارتفاعه بدون طفرات محايدة (وهو ما رفضه العديد من الانتقائيين، وحتى المحايدين زملائه كينج وجوكس).

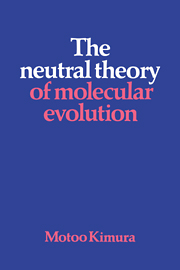

من السبعينات حتى أوائل الثمانينات، تمكن كل من الانتقائيين والمحايدين من تفسير المستويات العالية المُشاهدة من التغاير الصبغي في المجموعات السكانية الطبيعية، بافتراض قيم مختلفة للمعاملات غير المعروفة. وفي وقت مبكر من النقاش، ركزت توكومو أوتا، طالبة كيمورا، على التفاعل بين الانتقاء الطبيعي والانجراف الجيني، والذي كان مهمًا للطفرات التي لم تكن محايدة تمامًا، ولكنها كانت قريبة جدًا من ذلك. في مثل هذه الحالات، يتنافس الانتقاء مع الانجراف: يتم القضاء على معظم الطفرات الضارة قليلاً عن طريق الانتقاء الطبيعي أو الصدفة؛ وبعضها يتحول إلى تثبيت من خلال الانجراف. أصبح سلوك هذا النوع من الطفرات، الذي يُوصف بمعادلة تجمع بين حسابات النظرية المحايدة والنماذج الكلاسيكية، أساسًا لنظرية أوتا شبه المحايدة للتطور الجزيئي.
في عام 1973، نشرت أوتا رسالة قصيرة في مجلة نيتشر تشير إلى أن مجموعة واسعة من الأدلة الجزيئية تؤيد النظرية القائلة بأن معظم أحداث الطفرات على المستوى الجزيئي ضارة قليلاً بدلاً من كونها محايدة تمامًا. وجد علماء التطور الجزيئي أنه بينما كانت معدلات تطور البروتين (المتوافقة مع الساعة الجزيئية) مستقلة إلى حد ما عن زمن الجيل، كانت معدلات تباعد الحمض النووي غير المشفر عكسية التناسب مع زمن الجيل. وأشارت أوتا إلى أن حجم السكان يتناسب عكسياً بشكل عام مع زمن الجيل، واقترحت أن معظم عمليات استبدال الأحماض الأمينية ضارة قليلاً بينما تكون طفرات الحمض النووي غير المشفر أكثر حيادية. في هذه الحالة، يتم تعويض المعدل الأسرع للتطور المحايد في البروتينات المتوقع في المجموعات الصغيرة (بسبب الانحراف الجيني) بأوقات جيل أطول ( والعكس صحيح)، ولكن في التجمعات الكبيرة ذات أوقات الجيل القصيرة، يتطور الحمض النووي غير المشفر بشكل أسرع بينما يتم تأخير تطور البروتين عن طريق الانتقاء (وهو أكثر أهمية من الانحراف للتجمعات الكبيرة).
في الفترة الواقعة بين ذلك وبين أوائل التسعينات، استخدمت العديد من الدراسات المعنية بالتطور الجزيئي "نموذج التحول"، حيث يعود التأثير السلبي للطفرات الضارة على صلاحية الفصيلة إلى قيمة أصلية عندما تصل الطفرة إلى الثبات. في أوائل التسعينات، طورت أوتا "نموذجًا ثابتًا" يشتمل على كل من الطفرات المفيدة والضارة، بحيث لم يكن هناك حاجة إلى "تحول" مصطنع لصلاحية الفصيلة الكلية. ومع ذلك، وفقًا لأوتا، خرجت نظرية الحيادية شبه الكاملة إلى حد كبير من الاهتمام في أواخر الثمانينيات، بسبب النموذج المحايد الأبسط رياضياً لبحوث النشوء الجزيئي واسعة الانتشار التي ازدهرت بعد ظهور تسلسل الحمض النووي السريع. ومع بدء المزيد من الدراسات المفصلة للنشوء الجزيئي بمقارنة تطور مناطق الجينوم الخاضعة للانتقاء الشديد مقابل الانتقاء الأضعف في التسعينات، أصبحت نظرية الحيادية شبه الكاملة والتفاعل بين الانتقاء والانجراف مرة أخرى محورًا مهمًا للبحث.

## تسلسل النشوء التطوري للميكروبات

شجرة النشوء والتطور على أساس بيانات الرنا الريبوزي

بينما ركز العمل المبكر في التطور الجزيئي على البروتينات سهلة التسلسل والتاريخ التطوري الحديث نسبيًا، بحلول أواخر الستينيات حاول بعض علماء الأحياء الجزيئية التعمق في قاعدة شجرة الحياة من خلال دراسة تسلسلات الحمض النووي المحفوظة للغاية. بدأ كارل ووز، عالم الأحياء الجزيئية الذي كان عمله السابق على الشفرة الجينية وأصلها، باستخدام الحمض النووي الريبوزي الريبوسومي الصغير لإعادة تصنيف البكتيريا بناءً على التشابه الجيني (بدلاً من التشابه الشكلي). تقدم العمل ببطء في البداية، لكنه تسارع مع تطوير طرق تسلسل جديدة في السبعينيات والثمانينيات. بحلول عام 1977، أعلن ووز وجورج فوكس أن بعض البكتيريا، مثل الميثانوجينات، تفتقر إلى وحدات rRNA التي استندت إليها دراسات ووز النشوء التطوري؛ وجادلا بأن هذه الكائنات الحية كانت مختلفة تمامًا عن البكتيريا التقليدية والـ "كائنات حية أعلى" على حد تعبيرهم لتشكل مملكتها الخاصة، والتي أطلقوا عليها اسم "الأركيولوجيا البكتيرية". على الرغم من الجدل في البداية (وتعرضها للطعن مرة أخرى في أواخر التسعينيات)، أصبح عمل ووز أساسًا لنظام النطاق الثلاثي الحديث للعتائق والبكتيريا وحقيقيات النوى (ليحل محل نظام النطاقات الخمسة الذي ظهر في الستينات).
كما ساهم عمل السلالات الميكروبية في تقريب التطور الجزيئي من علم الأحياء الخلوية وأبحاث أصل الحياة. أشارت الاختلافات بين العتائق إلى أهمية الحمض النووي الريبوزي في تاريخ الحياة المبكر. اقترح كارل ووز في عمله مع الشفرة الجينية أن الحياة القائمة على الحمض النووي الريبوزي سبقت أشكال الحياة الحالية القائمة على الحمض النووي، كما اقترح العديد من الباحثين قبله - وهي فكرة أطلق عليها والتر غيلبرت لاحقًا "عالم الحمض النووي الريبوزي".
في كثير من الحالات، أنتجت أبحاث الجينوم في التسعينات سلالات تتناقض مع نتائج الحمض النووي الريبوزي الريبوسومي، مما أدى إلى اكتشاف عملية واسعة النطاق لنقل الجينات الأفقي عبر تصنيفات مختلفة. إلى جانب الأصل المحتمل للتعايش التكافلي للخلايا حقيقية النواة المليئة بالعضيات، أشار هذا إلى صورة أكثر تعقيدًا بكثير لأصل الحياة وتاريخها المبكر، والتي قد لا يمكن وصفها بمصطلحات السلف المشترك التقليدية.